# Steinbächlein (Leutershausen)
Steinbächlein (fränkisch: Schdah-bächla) ist ein Gemeindeteil der Stadt Leutershausen im Landkreis Ansbach (Mittelfranken, Bayern). Steinbächlein liegt in der Gemarkung Erlbach.

## Geografie
Der Weiler liegt etwas nördlich des Steinbachs, eines linken Zuflusses des Erlbacher Mühlbachs, der wiederum ein rechter Zufluss der Altmühl ist. Im Nordwesten liegt das Kudelholz, 1,5 km südwestlich erhebt sich der Steinberg (500 m ü. NHN). 1 km im Nordosten liegt das Waldgebiet Tränkenloh.
Die Staatsstraße 2246 führt nach Leutershausen (3,5 km östlich) bzw. nach Neureuth (2,5 km westlich). Eine Gemeindeverbindungsstraße führt nach Steinberg (1,7 km südlich).

## Ortsnamendeutung
Der Ortsname wird gedeutet als „Siedlung am Steinbächlein“, am schmalen Oberlauf des Steinbachs.

## Geschichte
Der Ort wurde im Rothenburger Ächtbuch von 1330 als „Steinbachlin“ erstmals urkundlich erwähnt. Es finden sich auch Einträge in den Würzburger Lehenbüchern des 14. Jahrhunderts, die deutlich machen, dass das Hochstift Würzburg ursprünglich die Lehnsherrschaft innehatte. Um 1400 waren die Herren von Seckendorff zu Jochsberg als Lehensträger im Ort begütert.
Der 16-Punkte-Bericht des markgräflichen Amtes Brunst von 1608 bezeichnet Steinbächlein und Waizendorf als eine Realgemeinde von sieben Mannschaften (=Untertanen-Familien), die hinsichtlich aller Rechte dem markgräflichen Amt Brunst des Stadtvogteiamtes Leutershausen unterstanden. Im Dreißigjährigen Krieg heißt es von Steinbächlein in einem Hofverzeichnis von 1641: „2 Halbhöfe, öd, niemand vorhanden.“ 1681 gehörten drei Mannschaften zum Ort Steinbächlein, die ins markgräfliche Amt Colmberg zinsten und nach wie vor dem Gericht Brunst des Stadtvogteiamtes Leutershausen unterstanden.
Im Grenzvertrag bezüglich der Fraisch zwischen dem Haus Hohenlohe-Schillingsfürst und Brandenburg-Ansbach von 1710 wurde Steinbächlein dem Markgrafen zugesprochen. 1732 heißt es, dass der Weiler aus vier Untertanen besteht, die mit allen Rechten dem brandenburg-ansbachischen Amt Brunst des Stadtvogteiamtes Leutershausen zugeordnet sind. Der Zehnt musste zu zwei Dritteln ins markgräfliche Kastenamt Colmberg und zu einem Drittel dem Stadtvogteiamt Eschenbach des Deutschen Ordens gegeben werden.
Am Ende des Alten Reiches gab es im Ort vier Anwesen, die alle dem Ansbachischen Stadtvogteiamt Leutershausen und grundherrschaftlich dem Kastenamt Colmberg untertan waren, nämlich zwei Höfe und zwei Halbhöfe (Schafhöfe). Von 1797 bis 1808 unterstand der Ort dem Justizamt Leutershausen und Kammeramt Colmberg.
Im Rahmen des Gemeindeedikts wurde Steinbächlein dem 1808 gebildeten Steuerdistrikt Jochsberg und der 1810 gegründeten Ruralgemeinde Erlbach zugewiesen. 1846 (noch 1856) stellte Steinbächlein mit Johann Leonhard Stadler, der eine Pferdezucht betrieb, den Bürgermeister der Gemeinde Erlbach. Im Zuge der Gebietsreform in Bayern wurde die Gemeinde Erlbach und damit auch Steinbächlein am 1. Januar 1972 in die Stadt Leutershausen eingemeindet.

## Einwohnerentwicklung
| Jahr      | 001818 | 001840 | 001861 | 001871 | 001885 | 001900 | 001925 | 001950 | 001961 | 001970 | 001987 |
| Einwohner | 21     | 30     | 27     | 28     | 27     | 26     | 24     | 41     | 22     | 16     | 25     |
| Häuser    | 4      | 4      |        |        | 5      | 5      | 5      | 4      | 5      |        | 7      |
| Quelle    | [ 24 ] | [ 25 ] | [ 26 ] | [ 27 ] | [ 28 ] | [ 29 ] | [ 30 ] | [ 31 ] | [ 32 ] | [ 33 ] | [ 1 ]  |

## Religion
Der Ort ist seit der Reformation evangelisch-lutherisch geprägt und war ursprünglich nach St. Wenzeslaus (Weißenkirchberg) gepfarrt, seit der zweiten Hälfte des 19. Jahrhunderts ist die Pfarrei St. Peter (Leutershausen) zuständig. Die Einwohner römisch-katholischer Konfession sind nach Kreuzerhöhung (Schillingsfürst) gepfarrt.